# Josef Munzinger

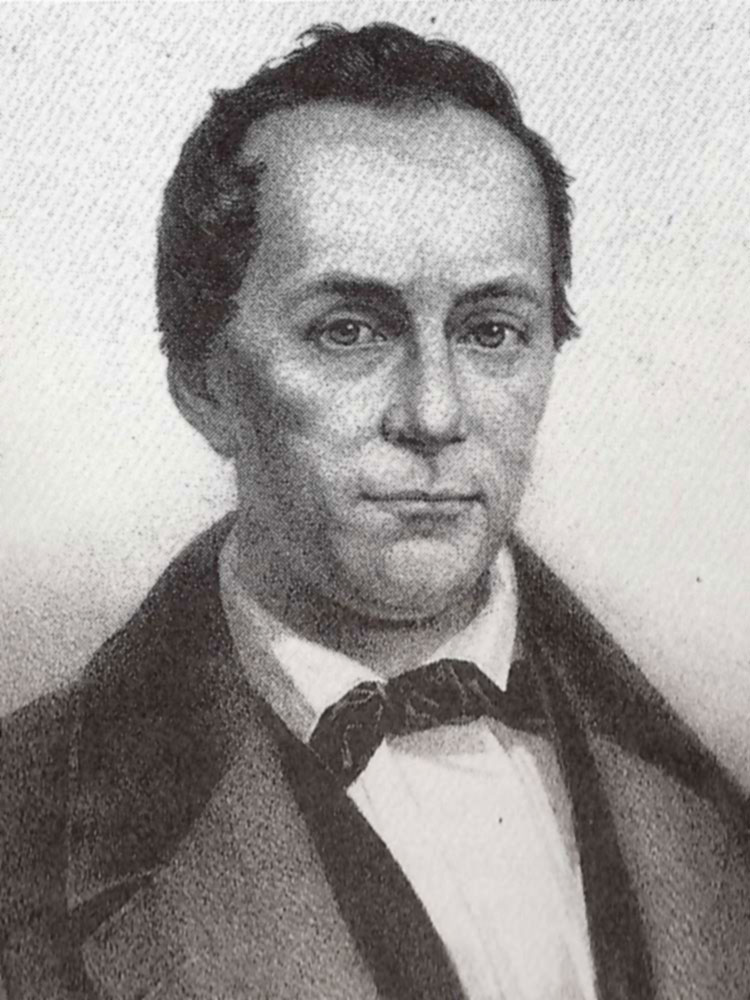
Martin Josef Munzinger

Martin Josef Munzinger (ur. 11 listopada 1791, zm. 6 lutego 1855) – szwajcarski polityk, członek Rady Związkowej od 16 listopada 1848 do śmierci. Kierował następującymi departamentami: 
- Departament Finansów (1848–1850, 1852)
- Departament Polityczny (1851)
- Departament Poczty i Budownictwa (1853-1854)
- Departament Handlu i Ceł (1855)[1]

Był członkiem Radykalno-Demokratycznej Partii Szwajcarii.
Pełnił funkcje wiceprezydenta (1850) i prezydenta (1851) Konfederacji.